# تكهف النخاع
تكهف النخاع (بالإنجليزية: Syringomyelia) مرض مزمن مترق يشير إلى اضطراب يتصف بتشكل كيس (بالإنجليزية: cyst) أو تجويف (بالإنجليزية: cavity) ضمن الحبل الشوكي، وخاصة في المنطقة الرقبية منه. هذا الكيس، ويدعى باللغة الإنكليزية بـ: سيرينكس (بالإنجليزية: syrinx)، يمكنه أن يتوسع ويستطيل مع مرور الزمن، فيدمر جزءاً من النخاع الشوكي، وخاصة الأعصاب الحركية، وال قد يؤدي هذا الضرر إلى الألم، والشلل، والضعف، وتصلب في الظهر والكتفين والأطراف. بالإضافة إلى ذلك، بمكن أن يسبب فقدان القدرة على الشعور بدرجات عالية أو منخفضة من الحرارة، خصوصاً في اليدين. هذا الاضطراب يؤدي عادة إلى فقدان الألم والإحساس بدرجة الحرارة على طول الظهر والذراعين، بتوزع مشابه لموضع العباءة على الجسم (بالإنجليزية: cape-like loss of pain and temperature sensation along the back and arms). يعاني كل مريض من مجموعة مختلفة من الأعراض. تختلف هذه الأعراض عادة اعتماداً على مدى، وبشكل أهم، موقع الكيس ضمن الحبل الشوكي.
ينتشر اضطراب تكهف النخاع بنحو 8.4 حالة لكل 100،000 شخص، وعادة ما تبدأ الأعراض في بداية مرحلة الشباب. علامات الاضطراب تميل إلى التطوير بشكل بطيء، ولكن ممكن أن تظهر هذه العلامات بشكل مفاجئ مع السعال، أو الجهد، أو اعتلال النخاع (بالإنجليزية: ormyelopathy).

## الأصل اللغوي
يتكون اسم المرض من ثلاث أجزء: سابقة وجذر ولاحقة.
- الأول: هو السابقة الإغريقية: -Syringo والتي تعني قناة أو أنبوب أو ناسور. ومن هذه الكلمة أتت كلمة (Syringe) والتي تعني المحقنة والكلمتان السابقتان مشتقتان من كلمة {syrinx} والتي تعني أنبوب. وترجمت -Syringo في هذا المرض وفقاً للمعجم الطبي الموحد بـ : تكهّف (بالإنجليزية: cavitaion) فهو العلامة الأساسية في هذا المرض.
- الثاني: هو جذر الكلمة: myel والذي يعني نخاع وهي كلمة لاتينية أتت من الكلمة الإغريقية (myelos) والتي تعني: نقي (marrow) أو النخاع الشوكي (spinal cord).
- الثالث: هو اللاحقة: ia- والتي تعني حالة أو اضطراب. (بالإنجليزية: state or disorder)